# Yil
Le yil est une langue torricelli de Papouasie-Nouvelle-Guinée. 